# Komandó
Komandó (románul Comandău) falu Romániában, Erdélyben, a Székelyföldön, Kovászna megyében.

## Fekvése

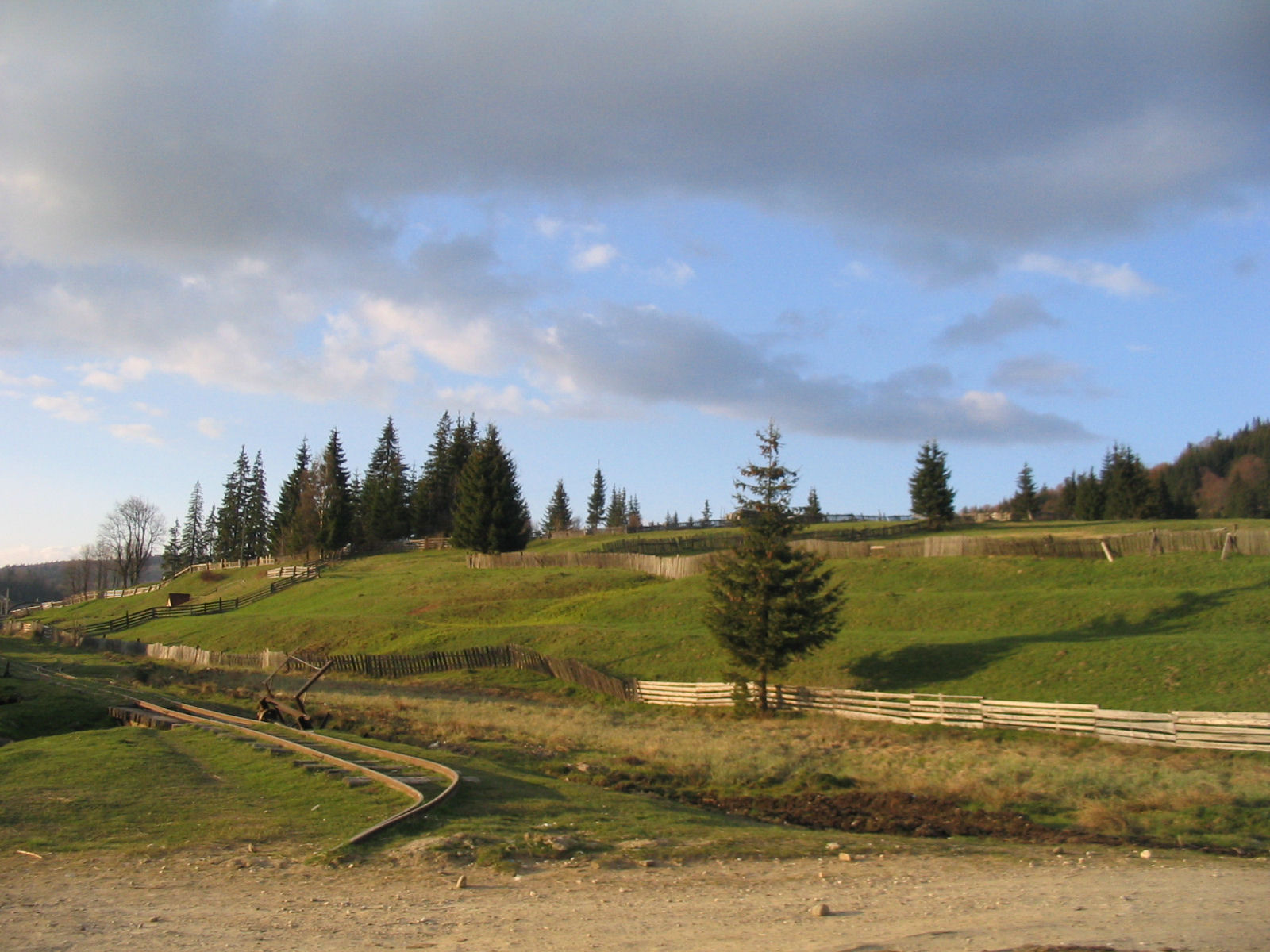
Komandói táj

Kézdivásárhelytől 32 km-re délkeletre, Kovásznától 13 km-re délkeletre, a Háromszéki-havasokban, egy magas fennsíkon a Nagy-Bászka völgytágulatában, a Kupán-, Taplica- és Rozsdás-patakok találkozásánál fekszik. 1017 m-es tengerszint feletti magasságával Kovászna megye legmagasabban fekvő települése. Az 1880-as években megépült keskeny nyomtávú iparvasút egyik csomópontja volt, a vasút kiágazott minden völgybe, így a Baszka felső folyásánál található Ölyvesig is, ahonnan a legrövidebb úton lehet feljutni a Lakócára és a Górhavasra. A faluból út vezet le a háromszéki medencében fekvő, közvetlenül a hegy alatti Papolcra is a Rozsdás lápon keresztül, hossza 14 km.

## Nevének eredete
Elnevezése a székely határőrség megszervezésének idejéből származik, amikor – mivel itt húzódott az országhatár – területén határőrállomás (németül: Commando, Grenzkommando, Grenz-kommando) működött, amelyet háromszéki katonák őriztek. A határ sokkal délebbre és keletebbre a Kis Baszka menti Székelyó alatt, a Csihányos(1602m) alatt és a Górhavas (1789 m) gerincén húzódott.

## Története

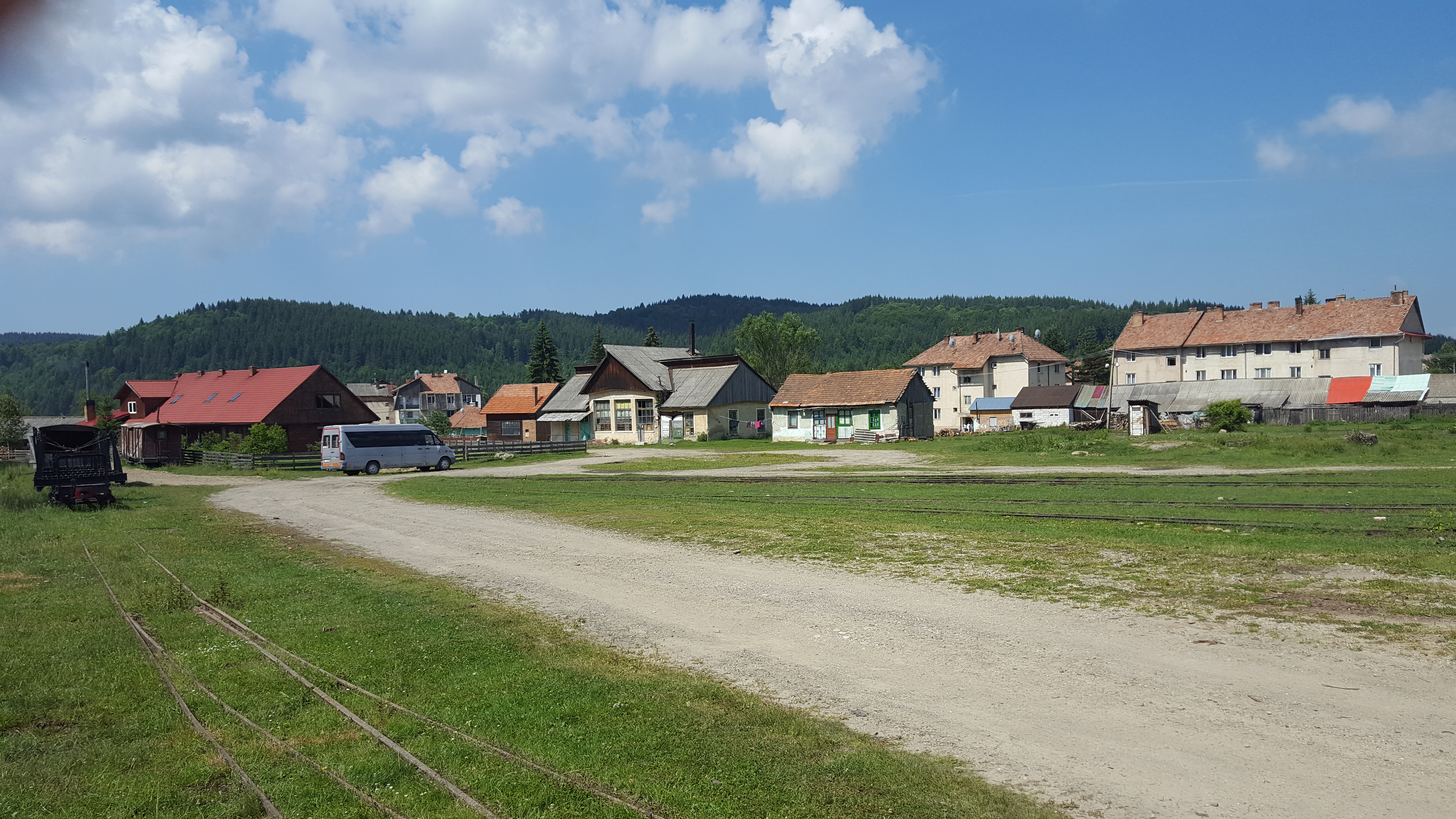
A kisvasút egykori végállomása

Régen Gyulafalva külterületi lakott helye volt, majd 1910 után maga Gyulafalva is beleolvadt. 1925 és 1930 között Papolc határából önállósult hegyi település. Kedvelt üdülőhely, hegyi túrák kiindulópontja, sípályája is van. 
A trianoni békeszerződésig Háromszék vármegye Orbai járásához tartozott.

## Népessége
1910-ben 1917 lakosa volt.
1992-ben 1120 lakosából 1028 magyar, 75 román, 17 cigány volt.
2002-ben 1042 lakosa közül 975 fő magyar, 66 román, 1 pedig ukrán nemzetiségű volt.

## Nevezetességek
Délkeleti határában számos védett növényfajt őrző tőzegláp található. Glaciális reliktum-növénymaradványai ritkaságszámban mennek. Ilyen a tőzegrozmaring (Andromeda polifolia), a sárkánygyökér (Calla palustris L), a tőzegáfonya (Vaccinum oxycoccos L), a fűzlevelű gyöngyvessző (Spirea salicifolia L.), a szibériai hamuvirág (Ligularia sibirica L.), a ritka kétvirágú ibolya (Viola biolia, L.), a dárdás nádtippan (Calamagrostis canscens Rorth), kereklevelű harmatfű (Drosera rotundifolia), utóbbi egy húsevő növényfaj. A falu központjában található a komandói „Büdöskút”, a Laurhegy oldalából bevezetett magas kéntartalmú ásványvíz. A környéken őshalkövület-lelőhelyek vannak.
A gyulafalvi vasút a történelmi Magyarország ipartörténeti kuriózuma volt, 1890 és 1892 között épült a rönkfa szállítására, pályatestébe 1260 m hosszú, 400 m magasságkülönbséget áthidaló sikló van beépítve. Az alsó részén,a Tündérvölgy-i sikló az 1990-es évekig működött faszállításra, személyszállítása az 1970-es években szűnt meg, a rönkszállítók és a buszok elterjedésével. A sikló és az egész vasúthálózat megbocsájthatatlan lopás és elkótyavetyélés áldozata lett, a diósgyőri síneket egy romániai Braila-i cég szedte fel és adta el ócskavasként. Az utasszállító vagonok egy része még megvan rozsdásan, a sikló alsó állomását, a dőlt felvonókocsikat s a Kovászna patakán átívelő vashidat is ellopták az elmúlt években,hogy nyoma se maradjon. A kovásznai Tanács állítólag pályázik a felújítására,ha megvalósul remélhetőleg nem fogják újból ellopni. A környéken oly nagy méretű az illegális fakitermelés hogy félő néhány éven belül erdők nélkül marad ez a hatalmas gyönyörű vidék-naponta 30-60 rönkszállító viszi le a gyönyörű zöld aranyat a rétyi  Schweighoffer féle állítólag osztrák cég fűrészüzemébe s onnan szerte a világba. A falu lakosai kis nyugdíjakból, gombászásból, alkalmi, veszélyes munkákból tengődnek, van néhány panziója. Az ortodox egyház is szemet vetett a gyönyörű területre s sebtében felhúzott egy nagy fatemplomot egyéb épületekkel körülvéve, melyen román zászló hirdeti az ősi román bizánci/pravoszláv hitet.
2011 augusztusában a kommandói általános iskola a falunapok alkalmából, ünnepélyes keretek között felvette Horn Dávid nevét. 2017. január 9-én egy rosszul szigetelő kéményből kipattant szikra miatt leégett az iskola épületének mintegy 25 százaléka, jelentős károkat okozva. Tamás Sándor megyei tanácselnök azt nyilatkozta, az iskolaépületet teljes egészében újjáépítik.

## Testvértelepülések
- Ecsegfalva (Békés megye), Magyarország